# Hasta después de muerta
Hasta después de muerta es una película argentina muda y en blanco y negro de 1916 dirigida por Ernesto Gunche y Eduardo Martínez de la Pera, sobre un guion de Florencio Parravicini. Es protagonizada por Florencio Parravicini, Pedro Quartucci, Orfilia Rico y Enrique Serrano.
La película cuenta la historia de una chica huérfana que trabaja como cajera en un comercio. Su historia, sus relaciones y su final son plasmados a través de un largo flashback (algo inusual para la época en la que la película fue filmada) que arranca apenas comienza el filme y va develando las vueltas de la trama. Si bien los negativos y copias en nitrato 35mm se perdieron, Hasta después de muerta es el único de los tres largometrajes de ficción realizados en Argentina en 1916 que aún se conserva.

## Sinopsis
Comenzando en la tumba de una joven, la película es un largo flashback que cuenta la historia de esa joven con un par de estudiantes de medicina de manera cómica por momentos y dramática en otros.

## Reparto
- Argentino Gómez
- María Fernanda Ladrón de Guevara
- Silvia Parodi
- Florencio Parravicini
- Pedro Quartucci
- Orfilia Rico
- Enrique Serrano
- Pablo Cumo

## Producción
Fue la primera película rodada en la galería ubicada en Andrés Arguibel al 2800 que construyeron Ernesto Gunche y Eduardo Martínez de la Pera con las ganancias que obtuvieran del filme Nobleza gaucha.

## Temas
Trasunto de la personalidad múltiple de Florencio Parravicini (argumentista y actor protagónico), el film relata principalmente una temática burguesa y ciudadana, con toques de comicidad alternando el contexto melodramático de la misma.

## Restauración

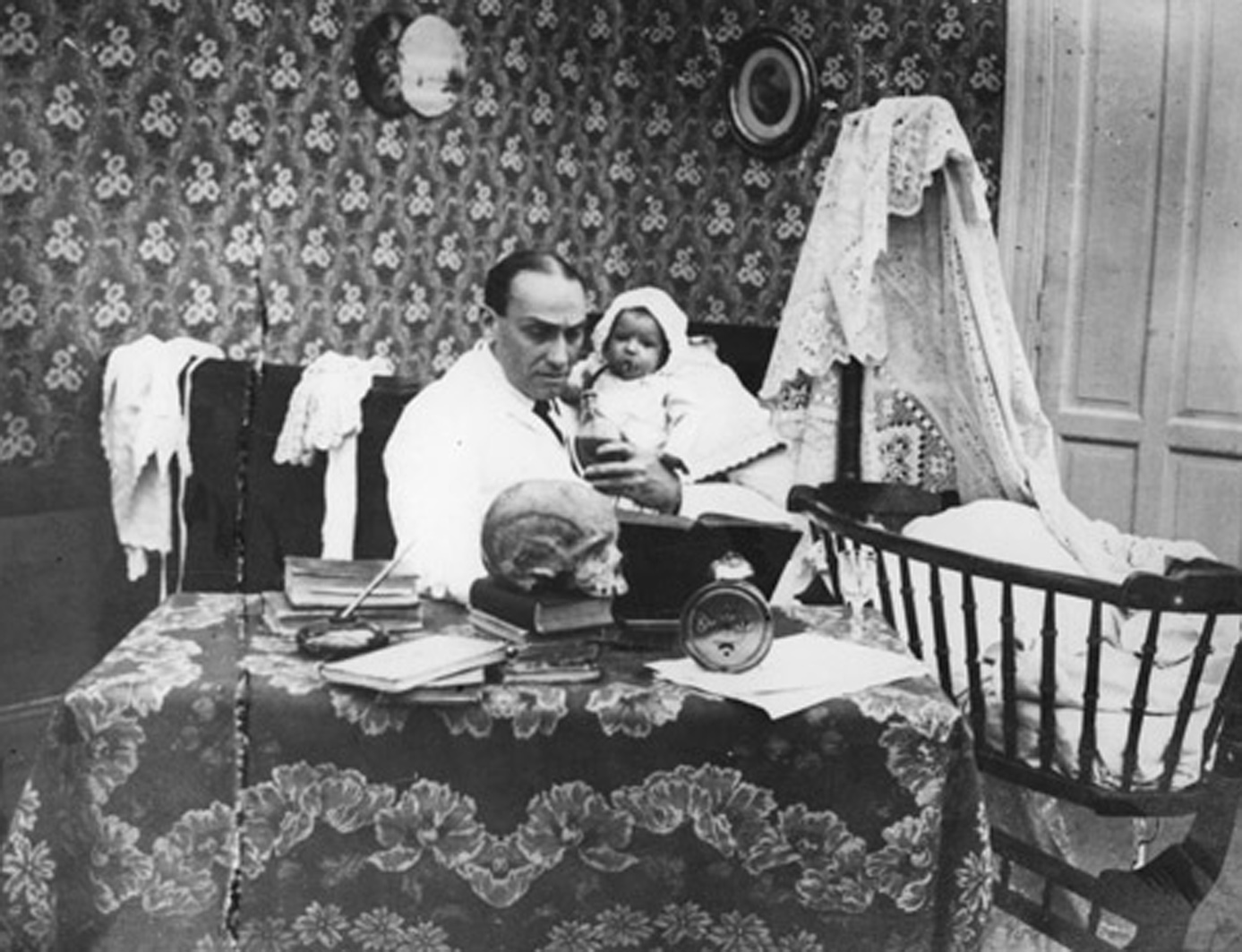
Florencio Parravicini en Hasta después de muerta

La película fue restaurada a partir de una copia en 16mm, y exhibida en la 18° edición del BAFICI en 2016. De acuerdo al investigador y crítico de cine Fernando Martín Peña, 
Ningún elemento en 35mm. de este film parece haber sobrevivido hasta nuestros días. Una copia fue conservada durante décadas por el coleccionista Manuel Peña Rodríguez y transferida a fines de los ‘60 al Fondo Nacional de las Artes. Hacia 1971 el técnico Fernando Vigévano realizó un internegativo en 16mm. a partir de esa copia, que luego fue destruida. Dicho internegativo se conserva actualmente en el Museo del Cine. En el laboratorio Cinecolor se ajustó la velocidad, se agregaron virados para las escenas nocturnas y se corrigió el contraste de varios intertítulos que resultaban ilegibles.
El Museo del Cine de Buenos Aires conserva un negativo 16mm, del cual se hizo una copia en HD para su proyección, cien años después, en el BAFICI.

## Crítica
El crítico Pablo C. Ducros Hicken opinó que se trató “del primer film nacional de artística manufactura, gran realización y riqueza de presentación”.